# Patiala
Patiala (en punyabí: ਪਟਿਆਲਾ ) es una ciudad de la India, centro administrativo del distrito de Patiala, en el estado de Punyab.

## Geografía
Se encuentra a una altitud de 257 m s. n. m. a 67 km de la capital estatal, Chandigarh, en la zona horaria UTC +5:30.

## Demografía
Según estimación 2010 contaba con una población de 363 650 habitantes.